# František Musil
František „Frank“ Musil (* 17. Dezember 1964 in Pardubice, Tschechoslowakei) ist ein ehemaliger tschechischer Eishockeyspieler und -trainer sowie derzeitiger -scout, der während seiner aktiven Karriere zwischen 1980 und 2002 unter anderem 839 Spiele für die Minnesota North Stars, Calgary Flames, Ottawa Senators und Edmonton Oilers in der National Hockey League auf der Position des Verteidigers bestritten hat. Darüber hinaus nahm er an fünf Weltmeisterschaften und zwei Canada Cups teil. Bei der Weltmeisterschaft 1985 gewann er mit der tschechoslowakischen Nationalmannschaft den Weltmeistertitel.

## Karriere
Musil erlernte das Eishockeyspielen in der Jugendakademie des Klubs seiner Geburtsstadt, dem TJ Tesla Pardubice. Dort feierte er bereits als 16-Jähriger sein Debüt in der höchsten tschechoslowakischen Spielklasse. In den folgenden drei Jahren etablierte sich der junge Verteidiger im Stammkader des Klubs. Während dieser Zeit war er auch im NHL Entry Draft 1983 in der zweiten Runde an 38. Position von den Minnesota North Stars aus der National Hockey League ausgewählt worden. Die Wahl durch die North Stars so früh im Draft war allerdings sehr verwunderlich, da es aufgrund des Eisernen Vorhangs als unmöglich galt, dass Musil jemals in Nordamerika spielen würde. Zur Saison 1984/85 verließ der Verteidiger seinen Heimatklub und wechselte zum Aushängeschild des tschechoslowakischen Eishockeys und Serienmeister ASD Dukla Jihlava. Gleich in der ersten Spielzeit dort feierte Musil den Gewinn des Tschechoslowakischen Meistertitels. Im Folgejahr stand ein dritter Rang zu Buche.
Nach der Saison beantragte Musil im Sommer 1986 ein Urlaubsvisum und reiste mit seiner damaligen Freundin nach Jugoslawien. Dort traf er sich mit Lou Nanne, dem damaligen General Manager der Minnesota North Stars, und einem Spielerberater, der ein amerikanisches Arbeitsvisum für Musil organisiert hatte. Mit dem gültigen Visum gelang es, die jugoslawischen Behörden zu täuschen, da diesen nicht bewusst war, dass Musil versuchte sich in die Vereinigten Staaten abzusetzen. Die North Stars hatten seit dem Draft 1983 an diesem Plan gearbeitet und zunächst abgewartet, dass der Abwehrspieler seinen Wehrdienst erfüllte, um nicht als Deserteur zu gelten. Aufgrund des gültigen Visums war Musils „Flucht“ aber in allen Punkten legal.
Der Tscheche absolvierte in der Saison 1986/87 als Rookie 72 Spiele für das Franchise aus Minnesota. Auch in den folgenden drei Spieljahren spielte er einen soliden Part im Defensivverbund. Kurz nach dem Start der Saison 1990/91 im Oktober 1990 trennten sich die North Stars von ihrem Defensivspezialisten und tauschten ihn gegen Brian Glynn von den Calgary Flames aus. Der Wechsel nach Calgary brachte Musils beste Spielzeit in der NHL mit. Kumuliert stand er in 75 Partien auf dem Eis und erreichte 23 Scorerpunkte. Letztlich blieb der Tscheche bis zum Oktober 1995 bei den Flames – lediglich unterbrochen durch Lockout zu Beginn der NHL-Saison 1994/95 als Musil in seine tschechische Heimat zurückkehrte und für den HC Sparta Prag in der Extraliga auflief. Darüber hinaus stand er einmal in der Deutschen Eishockey Liga für die ESG Füchse Sachsen auf dem Eis.
Nachdem Musil die Saison 1994/95 bei den Calgary Flames zu Ende gespielt hatte, transferierten sie ihn im Oktober 1995 für ein Viertrunden-Wahlrecht im NHL Entry Draft 1997 zu den Ottawa Senators. Während er im Verlauf der Spielzeit auch einige Partien für den HC Becherovka Karlovy Vary in der zweitklassigen 1. Liga bestritten hatte, verbrachte er den Großteil dieser sowie das Spieljahr 1996/97 bei den Senators in der kanadischen Hauptstadt. Zur Saison 1997/98 schoben sie den Verteidiger allerdings in die International Hockey League ab, wo er für die Indianapolis Ice und Detroit Vipers spielte. Ein Transfer im März 1998 belebte die Karriere des mittlerweile 33-Jährigen aber noch einmal, als er im Tausch für Scott Ferguson an die Edmonton Oilers abgegeben wurde. Bei den Oilers erhielt der Tscheche sofort wieder einen Platz im NHL-Kader. In der Saison 1998/99 war er meist als siebter Verteidiger im Kader und kam auf 39 Spiele. Die Spielzeit 1999/2000 setzte Musil verletzungsbedingt komplett aus, nachdem er im saisonvorbereitenden Trainingslager eine Bandscheibenverletzung erlitten hatte. Die Nachwehen zogen sich bis in die folgende Saison hinein, in der er ab Januar 2001 wegen einer damit verbundenen Nackenverletzung außer Gefecht gesetzt wurde. Insgesamt kam er zwischen Oktober 1999 und April 2001 zu lediglich 13 NHL-Einsätzen. Die Oilers verlängerten daraufhin seinen Vertrag als Spieler nicht. Stattdessen setzen sie ihn seitdem als Scout ein. Musil bestritt zum Abschluss seiner Karriere in der Saison 2001/02 noch einige Partien für den HC Dukla Jihlava in der zweitklassigen 1. Liga.
Neben seiner Tätigkeit als Scout für die Edmonton Oilers arbeitete Musil sporadisch für den tschechischen Eishockeyverband Český svaz ledního hokeje. So war er bei der Weltmeisterschaft 2006 in der lettischen Hauptstadt Riga, wo die Tschechen den zweiten Platz belegten, und den Olympischen Winterspielen 2014 im russischen Sotschi als Assistenztrainer der Nationalmannschaft tätig. In selber Position betreute er die U18-Auswahl bei der U18-Junioren-Weltmeisterschaft 2009 in den Vereinigten Staaten.

### International
Musil vertrat die Tschechoslowakei zunächst bis zu seinem Wechsel nach Nordamerika im Jahr 1986 in zahlreichen Wettbewerben im Junioren- und Seniorenbereich und gewann dabei mehrmalig Medaillen. So spielte er bei den U18-Junioren-Europameisterschaften 1981 und 1982, die er jeweils mit dem Gewinn der Silbermedaille beendete. Die gleiche Medaille gewann er jeweils bei den U20-Junioren-Weltmeisterschaften 1982 und 1983. Dazu gesellte sich eine Bronzemedaille bei der U20-Junioren-Weltmeisterschaft 1984 sowie die Wahl ins All-Star-Team des Turniers.
Für die Herren-Auswahl der Tschechoslowaken spielte der Verteidiger erstmals im Rahmen der Weltmeisterschaft 1983 im Alter von 19 Jahren. Dabei gewannen die Tschechoslowaken die Silbermedaille, die auch gleichbedeutend mit dem Silbermedaillengewinn bei der gleichzeitig ausgetragenen Europameisterschaft war. Ein Jahr später vertrat er die Tschechoslowakei beim Canada Cup, ehe seine internationale Karriere mit dem Gewinn des Weltmeistertitels bei der Weltmeisterschaft 1985 gekrönt wurde. Im selben Atemzug sicherte er sich noch einmal den zweiten Platz der ebenso ausgetragenen Europameisterschaft. Die Weltmeisterschaft 1986 blieb für die folgenden fünf Jahre sein letztes internationales Turnier, nachdem er sich in die Vereinigten Staaten abgesetzt hatte.
Durch den Fall des Eisernen Vorhangs gehörte Musil im Rahmen der Weltmeisterschaft 1991 erstmals wieder zum Kader der Tschechoslowaken. Beim Canada Cup 1991 führte er die Auswahl dann als Mannschaftskapitän ins Turnier. Seine letzte WM-Medaille war die Bronzemedaille im Rahmen der Weltmeisterschaft 1992, bei der er auch ins All-Star-Team gewählt wurde. Für die tschechische Nationalmannschaft trat er allein bei der Weltmeisterschaft 1994 aufs Eis.

## Erfolge und Auszeichnungen
- 1985 Tschechoslowakischer Meister mit dem ASD Dukla Jihlava

### International
| - 1981 Silbermedaille bei der U18-Junioren-Europameisterschaft - 1982 Silbermedaille bei der Junioren-Weltmeisterschaft - 1982 Silbermedaille bei der U18-Junioren-Europameisterschaft - 1983 Silbermedaille bei der Junioren-Weltmeisterschaft - 1983 Silbermedaille bei der Weltmeisterschaft - Silbermedaille bei der Europameisterschaft - 1984 Bronzemedaille bei der Junioren-Weltmeisterschaft | - 1984 All-Star-Team der Junioren-Weltmeisterschaft - 1985 Goldmedaille bei der Weltmeisterschaft - Silbermedaille bei der Europameisterschaft - 1992 Bronzemedaille bei der Weltmeisterschaft - 1992 All-Star-Team der Weltmeisterschaft - 2006 Silbermedaille bei der Weltmeisterschaft (als Assistenztrainer) |

## Karrierestatistik

### International
(Legende zur Spielerstatistik: Sp oder GP = absolvierte Spiele; T oder G = erzielte Tore; V oder A = erzielte Assists; Pkt oder Pts = erzielte Scorerpunkte; SM oder PIM = erhaltene Strafminuten; +/− = Plus/Minus-Bilanz; PP = erzielte Überzahltore; SH = erzielte Unterzahltore; GW = erzielte Siegtore; 1 Play-downs/Relegation; Kursiv: Statistik nicht vollständig)

## Familie
Musil ist mit Andrea Holíková, eine ehemalige tschechoslowakische Tennisspielerin, verheiratet. Sie ist die Tochter des früheren tschechoslowakischen Eishockeynationalspielers Jaroslav Holík. Holík war einer von Musils Trainern beim ASD Dukla Jihlava. Aus dieser Ehe gingen die beiden Söhne David (* 1993) und Adam (* 1997) hervor, die beide auch professionelle Eishockeyspieler sind. David wurde im NHL Entry Draft 2011 ausgewählt und spielte unter anderem für die Edmonton Oilers in der NHL. Sein jüngerer Bruder Adam wurde im NHL Entry Draft 2015 gezogen.
Durch die Heirat besteht auch ein Verwandtschaftsverhältnis zu Robert „Bobby“ Holík, der der Bruder seiner Frau ist, und Jiří Holík, dem Onkel seiner Frau. Beide waren ebenfalls erfolgreiche Eishockeyspieler. Bobby Holík bestritt über 1400 NHL-Spiele und gewann mit den New Jersey Devils zweimal den Stanley Cup.